# A Cosby epizódjainak listája
Ez a cikk a Cosby című sorozat epizódjait tartalmazza.

## Évados áttekintés
| Évad | Évad | Epizódok | Eredeti sugárzás     | Eredeti sugárzás  | Eredeti adó |
| Évad | Évad | Epizódok | Évadpremier          | Évadfinálé        | Eredeti adó |
| ---- | ---- | -------- | -------------------- | ----------------- | ----------- |
|      | 1    | 24       | 1984. szeptember 20. | 1985. május 9.    | NBC         |
|      | 2    | 25       | 1985. szeptember 26. | 1986. május 15.   | NBC         |
|      | 3    | 25       | 1986. szeptember 25. | 1987. május 7.    | NBC         |
|      | 4    | 24       | 1987. szeptember 24. | 1988. április 28. | NBC         |
|      | 5    | 26       | 1988. október 6.     | 1989. május 11.   | NBC         |
|      | 6    | 26       | 1989. szeptember 21. | 1990. május 3.    | NBC         |
|      | 7    | 26       | 1990. szeptember 20. | 1991. május 2.    | NBC         |
|      | 8    | 25       | 1991. szeptember 19. | 1992. április 30. | NBC         |

## 1. évad (1984-1985)
| Sor. | Év. | Cím                     | Rendező      | Író                               | Premier                               | Nézettség    |
| ---- | --- | ----------------------- | ------------ | --------------------------------- | ------------------------------------- | ------------ |
| 1.   | 1.  | Theo's Economic Lesson  | Jay Sandrich | Ed. Weinberger és Michael Leeson  | 1984. szeptember 20. 2004. március 4. | 21,60 millió |
| 2.   | 2.  | Goodbye Mr. Fish        | Jay Sandrich | Earl Pomerantz                    | 1984. szeptember 27.                  | 22,50 millió |
| 3.   | 3.  | Bad Dreams              | Jay Sandrich | John Markus                       | 1984. október 4.                      | 21,90 millió |
| 4.   | 4.  | Is That My Boy?         | Jay Sandrich | John Markus                       | 1984. október 11.                     | 20,60 millió |
| 5.   | 5.  | A Shirt Story           | Jay Sandrich | John Markus                       | 1984. október 18.                     | 21,30 millió |
| 6.   | 6.  | Breaking With Tradition | Jay Sandrich | Earl Pomerantz                    | 1984. október 25.                     | 21,20 millió |
| 7.   | 7.  | One More Time           | Jay Sandrich | Earl Pomerantz                    | 1984. november 1.                     | 20,00 millió |
| 8.   | 8.  | Play It Again, Vanessa  | Jay Sandrich | Jerry Ross                        | 1984. november 8.                     | 21,20 millió |
| 9.   | 9.  | How Ugly Is He?         | Jay Sandrich | John Markus                       | 1984. november 15.                    | 22,50 millió |
| 10.  | 10. | Bonjour, Sondra         | Jay Sandrich | Jerry Ross és Michael Loman       | 1984. november 22.                    | 16,70 millió |
| 11.  | 11. | Knight to Night         | Jay Sandrich | Karyl Geld Miller és Korby Siamis | 1984. december 6.                     | 23,10 millió |
| 12.  | 12. | Rudy's Sick             | Jay Sandrich | Matt Williams                     | 1984. december 13.                    | 21,30 millió |
| 13.  | 13. | Father's Day            | Jay Sandrich | John Markus és Elliot Shoenman    | 1984. december 20.                    | 21,70 millió |
| 14.  | 14. | Independence Day        | Jay Sandrich | Matt Robinson                     | 1985. január 10.                      | 25,40 millió |
| 15.  | 15. | Physician of the Year   | Jay Sandrich | John Markus                       | 1985. január 17.                      | 27,90 millió |
| 16.  | 16. | Jitterbug Break         | Jay Sandrich | Matt Williams                     | 1985. január 31.                      | 27,80 millió |
| 17.  | 17. | Theo and the Joint      | Jay Sandrich | John Markus                       | 1985. február 7.                      | 26,10 millió |
| 18.  | 18. | Vanessa's New Class     | Jay Sandrich | Matt Williams és Carmen Finestra  | 1985. február 14.                     | 26,60 millió |
| 19.  | 19. | Clair's Case            | Jay Sandrich | Winifred Hervey                   | 1985. február 21.                     | 25,10 millió |
| 20.  | 20. | Back to the Track, Jack | Jay Sandrich | Matt Robinson                     | 1985. február 28.                     | 27,00 millió |
| 21.  | 21. | The Younger Woman       | Jay Sandrich | John Markus                       | 1985. március 14.                     | 28,30 millió |
| 22.  | 22. | The Slumber Party       | Jay Sandrich | Carmen Finestra                   | 1985. március 28.                     | 30,10 millió |
| 23.  | 23. | Mr. Quiet               | Jay Sandrich | Emily Tracy                       | 1985. május 2.                        | 25,50 millió |
| 24.  | 24. | Cliff's Birthday        | Jay Sandrich | Elliot Shoenman és John Markus    | 1985. május 9.                        | 24,10 millió |

## 2. évad (1985-1986)
| Sor. | Év. | Cím                      | Rendező      | Író                                           | Premier              | Nézettség    |
| ---- | --- | ------------------------ | ------------ | --------------------------------------------- | -------------------- | ------------ |
| 25.  | 1.  | First Day of School      | Jay Sandrich | John Markus és Elliot Shoenman                | 1985. szeptember 26. | 31,60 millió |
| 26.  | 2.  | The Juicer               | Jay Sandrich | Matt Williams                                 | 1985. október 3.     | 30,80 millió |
| 27.  | 3.  | Happy Anniversary        | Jay Sandrich | Elliot Shoenman                               | 1985. október 10.    | 30,70 millió |
| 28.  | 4.  | Cliff in Love            | Jay Sandrich | John Markus                                   | 1985. október 17.    | 31,10 millió |
| 29.  | 5.  | Theo and the Older Woman | Jay Sandrich | Carmen Finestra                               | 1985. október 24.    | 29,00 millió |
| 30.  | 6.  | Halloween                | Jay Sandrich | Elliot Shoenman                               | 1985. október 31.    | 30,10 millió |
| 31.  | 7.  | Denise Drives            | Jay Sandrich | Carmen Finestra                               | 1985. november 7.    | 31,90 millió |
| 32.  | 8.  | Rudy Suits Up            | Jay Sandrich | Gary Kott                                     | 1985. november 14.   | 31,70 millió |
| 33.  | 9.  | Clair's Sister           | Jay Sandrich | Elliot Shoenman és John Markus                | 1985. november 21.   | 35,30 millió |
| 34.  | 10. | Clair's Toe              | Jay Sandrich | John Markus                                   | 1985. december 5.    | 36,20 millió |
| 35.  | 11. | Denise's Friend          | Jay Sandrich | Matt Williams                                 | 1985. december 12.   | 35,40 millió |
| 36.  | 12. | Mrs. Westlake            | Jay Sandrich | Elliot Shoenman                               | 1986. január 2.      | 34,90 millió |
| 37.  | 13. | The Auction              | Jay Sandrich | Ross Brown                                    | 1986. január 9.      | 36,90 millió |
| 38.  | 14. | Vanessa's Bad Grade      | Jay Sandrich | Gary Kott                                     | 1986. január 16.     | 38,50 millió |
| 39.  | 15. | Theo and Cockroach       | Jay Sandrich | Thad Mumford                                  | 1986. január 30.     | 36,00 millió |
| 40.  | 16. | The Dentist              | Jay Sandrich | Elliot Shoenman                               | 1986. február 2.     | 27,60 millió |
| 41.  | 17. | Play It Again, Russell   | Jay Sandrich | John Markus                                   | 1986. február 13.    | 35,20 millió |
| 42.  | 18. | A Touch of Wonder        | Jay Sandrich | Matt Williams                                 | 1986. február 20.    | 36,40 millió |
| 43.  | 19. | Full House               | Jay Sandrich | Gary Kott                                     | 1986. február 27.    | 39,00 millió |
| 44.  | 20. | Close to Home            | Jay Sandrich | Carmen Finestra                               | 1986. március 13.    | 34,80 millió |
| 45.  | 21. | An Early Spring          | Jay Sandrich | John Markus, Carmen Finestra és Matt Williams | 1986. március 20.    | 36,40 millió |
| 46.  | 22. | Theo's Holiday           | Jay Sandrich | Matt Williams                                 | 1986. április 3.     | 34,30 millió |
| 47.  | 23. | The Card Game            | Jay Sandrich | Matt Robinson                                 | 1986. április 10.    | 34,60 millió |
| 48.  | 24. | Off to the Races         | Jay Sandrich | Matt Williams                                 | 1986. május 8.       | 28,30 millió |
| 49.  | 25. | Denise's Decision        | Jay Sandrich | Matt Robinson                                 | 1986. május 15.      | 31,80 millió |

## 3. évad (1986-1987)
| Sor. | Év. | Cím                            | Rendező                   | Író                                           | Premier              | Nézettség    |
| ---- | --- | ------------------------------ | ------------------------- | --------------------------------------------- | -------------------- | ------------ |
| 50.  | 1.  | Bring 'Em Back Alive           | Jay Sandrich              | Matt Williams                                 | 1986. szeptember 25. | 33,50 millió |
| 51.  | 2.  | Food for Thought               | Jay Sandrich              | John Markus                                   | 1986. október 2.     | 35,50 millió |
| 52.  | 3.  | Golden Anniversary             | Jay Sandrich              | Carmen Finestra                               | 1986. október 9.     | 33,90 millió |
| 53.  | 4.  | Man Talk                       | Jay Sandrich              | John Markus                                   | 1986. október 16.    | 36,70 millió |
| 54.  | 5.  | Mother, May I?                 | Jay Sandrich              | Susan Fales                                   | 1986. október 23.    | 35,40 millió |
| 55.  | 6.  | The March                      | Tony Singletary           | Gary Kott                                     | 1986. október 30.    | 34,90 millió |
| 56.  | 7.  | Theo's Flight                  | Tony Singletary           | Gary Kott                                     | 1986. november 6.    | 36,80 millió |
| 57.  | 8.  | Vanessa's Rich                 | Tony Singletary           | Margaret Beddow Hatch                         | 1986. november 13.   | 35,60 millió |
| 58.  | 9.  | Denise Gets a D                | Jay Sandrich              | Matt Geller                                   | 1986. november 20.   | 34,70 millió |
| 59.  | 10. | A Girl and Her Dog             | Jay Sandrich              | Chris Auer                                    | 1986. december 4.    | 38,60 millió |
| 60.  | 11. | War Stories                    | Jay Sandrich              | Matt Robinson                                 | 1986. december 11.   | 36,50 millió |
| 61.  | 12. | Cliff in Charge                | Jay Sandrich              | Matt Williams                                 | 1986. december 18.   | 35,10 millió |
| 62.  | 13. | Monster Man Huxtable           | Jay Sandrich              | Gary Kott                                     | 1987. január 8.      | 36,60 millió |
| 63.  | 14. | Rudy Spends the Night          | Jay Sandrich              | Carmen Finestra                               | 1987. január 15.     | 38,60 millió |
| 64.  | 15. | Say Hello to a Good Buy        | Tony Singletary           | John Markus, Carmen Finestra és Matt Williams | 1987. január 22.     | 41,30 millió |
| 65.  | 16. | Denise Gets an Opinion         | Tony Singletary           | Gary Kott                                     | 1987. február 5.     | 37,60 millió |
| 66.  | 17. | Calling Doctor Huxtable        | Jay Sandrich              | Chris Auer                                    | 1987. február 12.    | 38,20 millió |
| 67.  | 18. | You Only Hurt the One You Love | Jay Sandrich              | John Markus és Carmen Finestra                | 1987. február 19.    | 37,60 millió |
| 68.  | 19. | The Shower                     | Jay Sandrich              | Matt Williams                                 | 1987. február 26.    | 36,90 millió |
| 69.  | 20. | Cliff's 50th Birthday          | Carl Lauten és Regge Life | Gary Kott                                     | 1987. március 12.    | 36,60 millió |
| 70.  | 21. | I Know That You Know           | Jay Sandrich              | John Markus, Carmen Finestra és Matt Williams | 1987. március 19.    | 36,40 millió |
| 71.  | 22. | The Andalusian Flu             | Jay Sandrich              | Janet Leahy                                   | 1987. április 2.     | 37,90 millió |
| 72.  | 23. | Bald and Beautiful             | Tony Singletary           | Gary Kott                                     | 1987. április 9.     | 32,40 millió |
| 73.  | 24. | Planning Parenthood            | Jay Sandrich              | Elizabeth Hailey és Oliver Hailey             | 1987. április 30.    | 31,60 millió |
| 74.  | 25. | Hillman                        | Jay Sandrich              | Matt Robinson                                 | 1987. május 7.       | 26,40 millió |

## 4. évad (1987-1988)
| Sor. | Év. | Cím                          | Rendező                     | Író | Premier              | Nézettség    |
| ---- | --- | ---------------------------- | --------------------------- | --- | -------------------- | ------------ |
| 75.  | 1.  | Call of the Wild             | Jay Sandrich                | Gary Kott | 1987. szeptember 24. | 31,50 millió |
| 76.  | 2.  | Theogate                     | Jay Sandrich                | John Markus | 1987. október 1.     | 29,80 millió |
| 77.  | 3.  | It Ain't Easy Being Green    | Carl Lauten és Regge Life   | John Markus és Carmen Finestra                                                                                       | 1987. október 8.     | 28,20 millió |
| 78.  | 4.  | Cliff's Mistake              | Carl Lauten és Regge Life   | Janet Leahy | 1987. október 15.    | 30,00 millió |
| 79.  | 5.  | Shakespeare                  | Jay Sandrich                | Matt Robinson | 1987. október 22.    | 24,20 millió |
| 80.  | 6.  | That's Not What I Said       | Jay Sandrich                | Carmen Finestra | 1987. október 29.    | 31,10 millió |
| 81.  | 7.  | Autumn Gifts                 | Carl Lauten és Regge Life   | Matt Williams | 1987. november 5.    | 31,40 millió |
| 82.  | 8.  | Looking Back Part 1          | Jay Sandrich                | John Markus, Carmen Finestra és Gary Kott                                                                            | 1987. november 12.   | 33,90 millió |
| 83.  | 9.  | Looking Back Part 2          | Jay Sandrich                | John Markus, Carmen Finestra és Gary Kott                                                                            | 1987. november 12.   | 33,90 millió |
| 84.  | 10. | Where's Rudy?                | Tony Singletary             | Gary Kott | 1987. november 19.   | 31,00 millió |
| 85.  | 11. | Dance Mania                  | Tony Singletary             | Matt Williams | 1987. december 3.    | 24,90 millió |
| 86.  | 12. | The Locker Room              | Jay Sandrich                | Janet Leahy | 1987. december 10.   | 30,00 millió |
| 87.  | 13. | The Show Must Go On          | Jay Sandrich                | John Markus, Carmen Finestra és Gary Kott                                                                            | 1987. december 17.   | 29,30 millió |
| 88.  | 14. | Bookworm                     | Jay Sandrich                | Janet Leahy | 1988. január 7.      | 32,80 millió |
| 89.  | 15. | Twinkle, Twinkle Little Star | Carl Lauten és Chuck Vinson | Történet: Chris Auer, John Markus, Carmen Finestra és Gary Kott Tévéjáték: John Markus, Carmen Finestra és Gary Kott | 1988. január 14.     | 31,70 millió |
| 90.  | 16. | The Visit                    | Regge Life                  | John Markus, Carmen Finestra és Gary Kott                                                                            | 1988. január 21.     | 30,90 millió |
| 91.  | 17. | The Drum Major               | Regge Life                  | Matt Robinson | 1988. február 4.     | 32,30 millió |
| 92.  | 18. | Waterworks                   | Tony Singletary             | Janet Leahy | 1988. február 11.    | 30,10 millió |
| 93.  | 19. | Once Upon a Time             | Tony Singletary             | John Markus, Carmen Finestra és Gary Kott                                                                            | 1988. február 18.    | 23,60 millió |
| 94.  | 20. | Pétanque                     | Regge Life                  | Matt Williams | 1988. február 25.    | 24,80 millió |
| 95.  | 21. | Trust Me                     | Jay Sandrich                | John Markus, Carmen Finestra és Gary Kott                                                                            | 1988. március 3.     | 31,40 millió |
| 96.  | 22. | Home for the Weekend         | Tony Singletary             | John Markus, Carmen Finestra és Gary Kott                                                                            | 1988. március 17.    | 28,20 millió |
| 97.  | 23. | The Prom                     | Tony Singletary             | Janet Leahy | 1988. március 24.    | 28,00 millió |
| 98.  | 24. | Gone Fishin'                 | Tony Singletary             | John Markus, Carmen Finestra és Gary Kott                                                                            | 1988. április 28.    | 23,20 millió |

## 5. évad (1988-1989)
| Sor. | Év. | Cím                                | Rendező                     | Író                                       | Premier            | Nézettség    |
| ---- | --- | ---------------------------------- | --------------------------- | ----------------------------------------- | ------------------ | ------------ |
| 99.  | 1.  | Together Again and Again           | Jay Sandrich                | John Markus, Carmen Finestra és Gary Kott | 1988. október 6.   | 37,60 millió |
| 100. | 2.  | The Physical                       | Jay Sandrich                | John Markus, Carmen Finestra és Gary Kott | 1988. október 13.  | 36,50 millió |
| 101. | 3.  | Rudy's All-Nighter                 | Tony Singletary             | Janet Leahy                               | 1988. október 20.  | 40,50 millió |
| 102. | 4.  | Move It                            | Tony Singletary             | John Markus, Carmen Finestra és Gary Kott | 1988. október 27.  | 41,10 millió |
| 103. | 5.  | Out of Brooklyn                    | Tony Singletary             | John Markus és Carmen Finestra            | 1988. november 3.  | 39,80 millió |
| 104. | 6.  | The Birth Part 1                   | Tony Singletary             | John Markus, Carmen Finestra és Gary Kott | 1988. november 10. | 49,30 millió |
| 105. | 7.  | The Birth Part 2                   | Tony Singletary             | John Markus, Carmen Finestra és Gary Kott | 1988. november 10. | 49,30 millió |
| 106. | 8.  | Cyranoise de Bergington            | Carl Lauten és Chuck Vinson | John Markus és Gary Kott                  | 1988. november 17. | 41,70 millió |
| 107. | 9.  | How Do You Get to Carnegie Hall?   | Tony Singletary             | Janet Leahy                               | 1988. november 24. | 31,80 millió |
| 108. | 10. | If the Dress Fits, Wear It         | Jay Sandrich                | John Markus és Carmen Finestra            | 1988. december 8.  | 38,00 millió |
| 109. | 11. | Is There a Hamster in the House?   | Tony Singletary             | Mark St. Germain                          | 1988. december 15. | 40,40 millió |
| 110. | 12. | Truth or Consequences              | Tony Singletary             | John Markus, Carmen Finestra és Gary Kott | 1989. január 5.    | 46,10 millió |
| 111. | 13. | Cliff Babysits                     | Tony Singletary             | John Markus, Carmen Finestra és Gary Kott | 1989. január 12.   | 48,40 millió |
| 112. | 14. | Mrs. Huxtable Goes to Kindergarten | Carl Lauten és Chuck Vinson | John Markus, Carmen Finestra és Gary Kott | 1989. január 26.   | 44,10 millió |
| 113. | 15. | The Lost Weekend                   | Tony Singletary             | John Markus, Carmen Finestra és Gary Kott | 1989. február 2.   | 45,70 millió |
| 114. | 16. | No Way, Baby                       | Tony Singletary             | John Markus, Carmen Finestra és Gary Kott | 1989. február 6.   | 41,90 millió |
| 115. | 17. | Can I Say Something, Please?       | Tony Singletary             | John Markus, Carmen Finestra és Gary Kott | 1989. február 9.   | 44,20 millió |
| 116. | 18. | The Dead End Kids Meet Dr. Lotus   | Tony Singletary             | John Markus, Carmen Finestra és Gary Kott | 1989. február 16.  | 43,80 millió |
| 117. | 19. | The Boys of Winter                 | Tony Singletary             | John Markus, Carmen Finestra és Gary Kott | 1989. február 23.  | 45,00 millió |
| 118. | 20. | It Comes and It Goes               | Jay Sandrich                | John Markus és Gary Kott                  | 1989. március 9.   | 40,90 millió |
| 119. | 21. | Theo's Women                       | Tony Singletary             | Mark St. Germain                          | 1989. március 16.  | 37,70 millió |
| 120. | 22. | Birthday Blues                     | Jay Sandrich                | Carmen Finestra és Gary Kott              | 1989. március 30.  | 41,10 millió |
| 121. | 23. | A Room With No View                | Tony Singletary             | John Markus és Gary Kott                  | 1989. április 13.  | 35,30 millió |
| 122. | 24. | What He Did for Love               | Carl Lauten és Chuck Vinson | John Markus, Carmen Finestra és Gary Kott | 1989. április 27.  | 31,60 millió |
| 123. | 25. | Day of the Locusts                 | Chuck Vinson                | John Markus és Carmen Finestra            | 1989. május 4.     | 32,40 millió |
| 124. | 26. | 57 Varieties                       | Chuck Vinson                | John Markus, Carmen Finestra és Gary Kott | 1989. május 11.    | 31,50 millió |

## 6. évad (1989-1990)
| Sor. | Év. | Cím                                  | Rendező                             | Író                                       | Premier              | Nézettség    |
| ---- | --- | ------------------------------------ | ----------------------------------- | ----------------------------------------- | -------------------- | ------------ |
| 125. | 1.  | Denise: The Saga Continues           | Tony Singletary                     | John Markus, Carmen Finestra és Gary Kott | 1989. szeptember 21. | 39,30 millió |
| 126. | 2.  | Surf's Up                            | Tony Singletary                     | John Markus, Carmen Finestra és Gary Kott | 1989. szeptember 28. | 39,30 millió |
| 127. | 3.  | I'm 'In' With the 'In' Crowd         | Tony Singletary                     | John Markus, Carmen Finestra és Gary Kott | 1989. október 5.     | 35,60 millió |
| 128. | 4.  | Denise Kendall: Navy Wife            | Tony Singletary                     | John Markus, Carmen Finestra és Gary Kott | 1989. október 12.    | 32,30 millió |
| 129. | 5.  | Theo's Gift                          | Jay Sandrich                        | Mark St. Germain                          | 1989. október 19.    | 38,00 millió |
| 130. | 6.  | Denise Kendall: Babysitter           | Tony Singletary                     | John Markus, Carmen Finestra és Gary Kott | 1989. október 26.    | 37,90 millió |
| 131. | 7.  | Shall We Dance?                      | Jay Sandrich                        | John Markus, Carmen Finestra és Gary Kott | 1989. november 2.    | 40,20 millió |
| 132. | 8.  | The Day the Spores Landed            | Neema Barnette                      | John Markus, Carmen Finestra és Gary Kott | 1989. november 9.    | 42,30 millió |
| 133. | 9.  | Cliff's Wet Adventure                | Jay Sandrich                        | John Markus és Carmen Finestra            | 1989. november 16.   | 41,80 millió |
| 134. | 10. | Grampy and Nu-Nu Visit the Huxtables | Tony Singletary                     | John Markus és Gary Kott                  | 1989. november 30.   | 42,80 millió |
| 135. | 11. | Cliff la Douce                       | Jay Sandrich                        | Carmen Finestra és Gary Kott              | 1989. december 7.    | 37,40 millió |
| 136. | 12. | Getting to Know You                  | Tony Singletary                     | John Markus, Carmen Finestra és Gary Kott | 1989. december 14.   | 34,00 millió |
| 137. | 13. | Elvin Pays for Dinner                | Jay Sandrich                        | John Markus és Gary Kott                  | 1990. január 4.      | 37,10 millió |
| 138. | 14. | Cliff's Nightmare                    | Tony Singletary                     | Jeff Lewis és Bill Prady                  | 1990. január 11.     | 36,80 millió |
| 139. | 15. | Denise Kendall: Singles Counselor    | Tony Singletary                     | John Markus és Carmen Finestra            | 1990. január 18.     | 38,40 millió |
| 140. | 16. | The Birthday Party                   | Tony Singletary                     | John Markus, Carmen Finestra és Gary Kott | 1990. január 25.     | 41,00 millió |
| 141. | 17. | Not Everybody Loves the Blues        | Chuck Vinson                        | Mark St. Germain                          | 1990. február 1.     | 35,50 millió |
| 142. | 18. | Rudy's Walk on the Wild Side         | Jay Sandrich                        | Lore Kimbrough és Ehrich Van Lowe         | 1990. február 8.     | 37,10 millió |
| 143. | 19. | Mr. Sandman                          | Tony Singletary                     | John Markus, Carmen Finestra és Gary Kott | 1990. február 15.    | 37,80 millió |
| 144. | 20. | Isn't It Romantic?                   | Tony Singletary                     | John Markus, Carmen Finestra és Gary Kott | 1990. február 22.    | 37,60 millió |
| 145. | 21. | Theo's Dirty Laundry                 | Jay Sandrich                        | John Markus, Carmen Finestra és Gary Kott | 1990. március 15.    | 33,90 millió |
| 146. | 22. | What's It All About?                 | Jay Sandrich                        | John Markus és Carmen Finestra            | 1990. március 22.    | 35,50 millió |
| 147. | 23. | Off to See the Wretched              | Carl Lauten és Malcolm-Jamal Warner | Mark St. Germain                          | 1990. április 5.     | 32,80 millió |
| 148. | 24. | The Moves                            | Tony Singletary                     | Mark St. Germain                          | 1990. április 19.    | 32,40 millió |
| 149. | 25. | Live and Learn                       | Tony Singletary                     | Matt Robinson                             | 1990. április 26.    | 28,70 millió |
| 150. | 26. | The Storyteller                      | Carl Lauten                         | Lore Kimbrough                            | 1990. május 3.       | 28,30 millió |

## 7. évad (1990-1991)
| Sor. | Év. | Cím                                                       | Rendező                             | Író                                                                 | Premier              | Nézettség    |
| ---- | --- | --------------------------------------------------------- | ----------------------------------- | ------------------------------------------------------------------- | -------------------- | ------------ |
| 151. | 1.  | Same Time Next Year                                       | Jay Sandrich                        | Ehrich Van Lowe                                                     | 1990. szeptember 20. | 30,50 millió |
| 152. | 2.  | Bird in the Hand                                          | Jay Sandrich                        | Steve Kline és Bryan Winter                                         | 1990. szeptember 27. | 27,80 millió |
| 153. | 3.  | Last Barbecue                                             | Ellen Falcon                        | Bernie Kukoff és Janet Leahy                                        | 1990. október 4.     | 27,90 millió |
| 154. | 4.  | Period of Adjustment                                      | Ellen Falcon                        | Gordon Gartrelle és Lore Kimbrough                                  | 1990. október 11.    | 28,50 millió |
| 155. | 5.  | It's All in the Game                                      | Neema Barnette                      | Janet Leahy és Bryan Winter                                         | 1990. október 18.    | 28,50 millió |
| 156. | 6.  | Getting the Story                                         | Ellen Falcon                        | Történet: Mark St. Germain Tévéjáték: Lore Kimbrough és Janet Leahy | 1990. október 25.    | 27,30 millió |
| 157. | 7.  | Just Thinking About It Part 1                             | Jay Sandrich                        | Bernie Kukoff és Ehrich Van Lowe                                    | 1990. november 1.    | 31,50 millió |
| 158. | 8.  | Just Thinking About It Part 2                             | Jay Sandrich                        | Bernie Kukoff és Ehrich Van Lowe                                    | 1990. november 1.    | 31,50 millió |
| 159. | 9.  | The Infantry Has Landed (and They've Fallen Off the Roof) | John Bowab                          | Gordon Gartrelle, Lore Kimbrough és Janet Leahy                     | 1990. november 8.    | 28,00 millió |
| 160. | 10. | You Can Go Home Again                                     | Oz Scott                            | Lore Kimbrough, Steve Kline és Bernie Kukoff                        | 1990. november 15.   | 27,50 millió |
| 161. | 11. | It's a Boy                                                | Chuck Vinson                        | Bernie Kukoff és Ehrich Van Lowe                                    | 1990. november 29.   | 28,60 millió |
| 162. | 12. | Clair's Liberation                                        | John Bowab                          | Bernie Kukoff és Ehrich Van Lowe                                    | 1990. december 6.    | 24,60 millió |
| 163. | 13. | It's Your Move                                            | Jay Sandrich                        | Steve Kline és Bryan Winter                                         | 1990. december 13.   | 27,10 millió |
| 164. | 14. | Theo's Final Final                                        | Neema Barnette                      | Elaine Arata                                                        | 1991. január 3.      | 31,40 millió |
| 165. | 15. | Attack of the Killer B's                                  | Art Dielhenn                        | Elaine Arata és Lore Kimbrough                                      | 1991. január 10.     | 27,70 millió |
| 166. | 16. | Total Control                                             | Jay Sandrich                        | Bernie Kukoff és Ehrich Van Lowe                                    | 1991. január 31.     | 25,90 millió |
| 167. | 17. | Adventures in Babysitting                                 | Oz Scott                            | Steve Kline                                                         | 1991. február 7.     | 24,90 millió |
| 168. | 18. | 27 and Still Cooking                                      | Neema Barnette                      | Gordon Gartrelle és Janet Leahy                                     | 1991. február 14.    | 24,50 millió |
| 169. | 19. | The Return of the Clairettes                              | Neema Barnette                      | Lisa Albert                                                         | 1991. február 21.    | 27,00 millió |
| 170. | 20. | No More Mr. Nice Guy                                      | Jay Sandrich                        | Steve Kline és Bryan Winter                                         | 1991. február 28.    | 28,50 millió |
| 171. | 21. | Home Remedies                                             | Jay Sandrich                        | Mark St. Germain                                                    | 1991. március 7.     | 25,40 millió |
| 172. | 22. | Nightmare on Stigwood Avenue                              | Carl Lauten és Malcolm-Jamal Warner | Lore Kimbrough és Steve Kline                                       | 1991. március 21.    | 24,20 millió |
| 173. | 23. | There's Still No Joy in Mudville                          | Carl Lauten                         | Gordon Gartrelle és Matt Robinson                                   | 1991. április 4.     | 25,20 millió |
| 174. | 24. | Cliff and Jake                                            | Jay Sandrich                        | Mark St. Germain                                                    | 1991. április 11.    | 22,10 millió |
| 175. | 25. | Theo and the Kids: Part 1                                 | John Bowab                          | Bernie Kukoff és Ehrich Van Lowe                                    | 1991. április 25.    | 20,20 millió |
| 176. | 26. | Theo and the Kids: Part 2                                 | John Bowab                          | Bernie Kukoff és Ehrich Van Lowe                                    | 1991. május 2.       | 22,10 millió |

## 8. évad (1991-1992)
| Sor. | Év. | Cím                                               | Rendező                             | Író                                                                             | Premier              | Nézettség    |
| ---- | --- | ------------------------------------------------- | ----------------------------------- | ------------------------------------------------------------------------------- | -------------------- | ------------ |
| 177. | 1.  | With This Ring?                                   | John Bowab                          | Adriana Trigiani                                                                | 1991. szeptember 19. | 28,10 millió |
| 178. | 2.  | There's No Place Like This Home                   | John Bowab                          | Gordon Gartrelle és Janet Leahy                                                 | 1991. szeptember 26. | 23,90 millió |
| 179. | 3.  | Particles in Motion                               | John Bowab                          | Történet: Adriana Trigiani és Linda M. Yearwood Tévéjáték: Adriana Trigiani     | 1991. október 3.     | 23,60 millió |
| 180. | 4.  | Pam Applies to College                            | John Bowab                          | Walter Allen Bennett, Jr.                                                       | 1991. október 10.    | 21,80 millió |
| 181. | 5.  | Warning: A Double-Lit Candle Can Cause a Meltdown | Malcolm-Jamal Warner                | Walter Allen Bennett, Jr.                                                       | 1991. október 17.    | 21,90 millió |
| 182. | 6.  | It's Apparent to Everyone                         | Neema Barnette                      | Hugh O'Neill                                                                    | 1991. október 24.    | 22,30 millió |
| 183. | 7.  | The Iceman Bricketh                               | Carl Lauten                         | Courtney Flavin, Hugh O'Neill és Adriana Trigiani                               | 1991. október 31.    | 21,00 millió |
| 184. | 8.  | Olivia's Field Trip                               | John Bowab                          | Courtney Flavin                                                                 | 1991. november 7.    | 25,10 millió |
| 185. | 9.  | For Men Only                                      | John Bowab                          | Walter Allen Bennett, Jr.                                                       | 1991. november 14.   | 23,10 millió |
| 186. | 10. | Olivia Comes Out of the Closet                    | John Bowab                          | Kathleen McGhee-Anderson                                                        | 1991. november 21.   | 24,30 millió |
| 187. | 11. | Two Is a Crowd                                    | Jay Sandrich                        | Gordon Gartrelle és Janet Leahy                                                 | 1991. december 5.    | 24,90 millió |
| 188. | 12. | Clair's Place                                     | John Bowab                          | Adriana Trigiani                                                                | 1991. december 19.   | 25,10 millió |
| 189. | 13. | Theo's Future                                     | Jay Sandrich                        | Történet: Hugh O'Neill Tévéjáték: Gordon Gartrelle, Janet Leahy és Hugh O'Neill | 1992. január 2.      | 24,80 millió |
| 190. | 14. | The Price Is Wrong                                | Malcolm-Jamal Warner                | Gordon Gartrelle és Janet Leahy                                                 | 1992. január 9.      | 22,30 millió |
| 191. | 15. | Bring Me the Lip Gloss of Deirdre Arpelle         | John Bowab                          | Courtney Flavin                                                                 | 1992. január 16.     | 24,10 millió |
| 192. | 16. | Eat, Drink and Be Wary                            | Carl Lauten és Malcolm-Jamal Warner | Jill Condon és Leslie Strain                                                    | 1992. január 30.     | 23,10 millió |
| 193. | 17. | The Getaway                                       | Chuck Vinson                        | Hugh O'Neill                                                                    | 1992. február 6.     | 25,50 millió |
| 194. | 18. | Cliff Gets Jilted                                 | John Bowab                          | Stuart Silverman                                                                | 1992. február 6.     | 30,70 millió |
| 195. | 19. | Cliff and Theo Come Clean                         | John Bowab                          | Adriana Trigiani                                                                | 1992. február 13.    | 21,40 millió |
| 196. | 20. | Clair's Reunion                                   | Carl Lauten és Anne-Louise Wallace  | Marcia L. Leslie                                                                | 1992. február 20.    | 19,30 millió |
| 197. | 21. | Rudy's Retreat                                    | Carl Lauten és Maynard C. Virgil I  | Lisa S. Benjamin és Nina Combs                                                  | 1992. február 27.    | 22,50 millió |
| 198. | 22. | You Can't Stop the Music                          | Alan Smithee                        | Gardenia Gabrielle és Ben Gramin                                                | 1992. március 26.    | 19,60 millió |
| 199. | 23. | Some Gifts Aren't Deductible                      | John Bowab                          | Courtney Flavin                                                                 | 1992. április 23.    | 17,20 millió |
| 200. | 24. | And So We Commence Part 1                         | Jay Sandrich                        | Courtney Flavin, Gordon Gartrelle, Janet Leahy és Hugh O'Neill                  | 1992. április 30.    | 44,40 millió |
| 201. | 25. | And So We Commence Part 2                         | Jay Sandrich                        | Courtney Flavin, Gordon Gartrelle, Janet Leahy és Hugh O'Neill                  | 1992. április 30.    | 44,40 millió |